# Муталибов, Аяз Ниязи оглы
Ая́з Ния́зи оглы́ (Ния́зович) Мутали́бов (азерб. Ајаз Нијази оғлу Мүтәллибов, Ayaz Niyazi oğlu Mütəllibov; 12 мая 1938, Баку — 27 марта 2022, там же) — советский и азербайджанский политический и государственный деятель, Председатель Совета Министров Азербайджанской ССР (1989—1990), Первый секретарь ЦК Компартии Азербайджана (1990—1991), член Политбюро ЦК КПСС (1990—1991), первый и единственный президент Азербайджанской ССР (1990—1991), первый президент Азербайджана (1991—1992).

## Биография

### Начало трудовой деятельности
Аяз Муталибов родился 12 мая 1938 года в Баку в семье выходца из Шемахи, хирурга по профессии, будущего участника Великой Отечественной войны Ниязи Муталибова и гинеколога Кубры Муталибовой. Родом был из квартала Сарыторпаг Шемахи. В 1956 году он окончил бакинскую среднюю школу № 189, а в 1962 году — Азербайджанский институт нефти и химии. В 1958 году Муталибов начал работать старшим техником-конструктором Азербайджанского научно-исследовательского института гидротехники и мелиорации, затем работал инженером конструкторского бюро, мастером цеха, начальником специального конструкторского бюро и главным инженером Бакинского завода холодильников и бытовых машин. В 1963 году он вступил в КПСС, спустя три года стал директором Бакинского завода холодильников и бытовых машин, а в 1974 — генеральным директором Бакинского производственного объединения по выпуску холодильников и бытовых машин.

### На партийной работе
В 1977 году Аяз Муталибов был избран вторым секретарём Наримановского райкома партии Баку. С 1979 по 1982 год министр местной промышленности Азербайджанской ССР. В 1982 году назначается председателем Госплана Азербайджанской ССР и заместителем Председателя Совета Министров Азербайджанской ССР. С 1989 по 1990 — председатель Совета Министров Азербайджанской ССР. С 1989 по 1991 год — Народный депутат СССР от Кубатлинского национально-территориального избирательного округа № 211 Азербайджанской ССР. 25 января 1990 года после событий в Баку на пленуме ЦК КП Азербайджана Муталибов был избран Первым секретарём ЦК Компартии республики. 18 мая 1990 года избран Верховным Советом президентом Азербайджанской ССР. Член ЦК КПСС (1990—1991). С 13 июля 1990 по 6 ноября 1991 года — член Политбюро ЦК КПСС.
По некоторым данным, 19 августа 1991 года, находясь с визитом в Иране, Муталибов сделал заявление о поддержке ГКЧП. Однако в 2016 году экс-президент Азербайджана опроверг эту информацию: «Это меня армяне подставили. Я тогда находился с визитом в Иране. В тегеранском аэропорту ко мне подошел французский журналист из Agence France-Presse и спросил, как я отношусь к внезапно возникшему в Москве ГКЧП. На что я ответил, что пока вообще не в курсе происходящего, потому ничего сказать не могу. Но через два часа мне приносят распространенное Agence France-Presse сообщение, что я якобы выразил поддержку ГКЧП».

### На посту президента независимого Азербайджана
После поражения и самороспуска ГКЧП, 30 августа 1991 года Верховный Совет Азербайджана принял Декларацию «О восстановлении государственной независимости Азербайджанской Республики». Однако руководство республики, несмотря на настойчивый призыв Г. Алиева и еще нескольких депутатов, не посчитало возможным вынести на всенародный референдум данное решение Верховного Совета для получения легитимности, как того требовало положение республиканской Конституции (референдум был проведен лишь 29 декабря уже после распада СССР). 
8 сентября 1991 года в Азербайджане прошли первые всеобщие президентские выборы, победу на которых с 98,5 % голосов одержал Аяз Муталибов. В бюллетени была внесена лишь одна кандидатура, поскольку другой кандидат — лидер социал-демократов Зардушт Ализаде за неделю до выборов отказался от участия в них. 14 сентября проводится Чрезвычайный съезд Коммунистической партии Азербайджана, на котором почти единогласно принимается решение о самороспуске партии.
21 декабря Аяз Муталибов в Алма-Ате подписал протокол к Соглашению о создании Содружества Независимых Государств. В эксклюзивном интервью «Экспресс газете» (2004), которое Муталибов дал, находясь в изгнании, он рассказал о первых месяцах своего руководства республикой:
Когда меня выбрали президентом, мои возможности делать добро значительно расширились. Одним из первых моих указов было распоряжение амнистировать 160 крестьян, совершивших мелкие кражи, и всех женщин, находящихся за решёткой. В 1990 году в азербайджанских тюрьмах осталось лишь несколько закоренелых преступниц-рецидивисток. Кстати, и все межгосударственные соглашения я подписывал, учитывая интересы своего народа: вступление Азербайджана в СНГ, в ООН. В результате, моя родина получила признание государствами всего мира.
На посту главы государства Муталибов столкнулся с резким обострением ситуации в зоне карабахского конфликта. 2 сентября 1991 года карабахские армяне провозгласили создание Нагорно-Карабахской Республики, а в ноябре Верховный Совет Азербайджана принял постановление о ликвидации автономии НКАО. Армяне со своей стороны провели 10 декабря референдум о независимости, которое бойкотировало азербайджанское население Нагорного Карабаха. 2 января 1992 года Аяз Муталибов ввёл президентское правление в Нагорном Карабахе и прилегающих районах. К этому времени конфликт перерос в военное противостояние между армянами и азербайджанцами. На этом фоне оппозиционный Народный фронт Азербайджана требовал отставки президента страны. 1 февраля Муталибов публикует «Обращение Президента Азербайджанской Республики к народу»:
Дорогие соотечественники! Братья и сёстры! Мудрые отцы и матери наши! Поверьте, ваш президент страдает не меньше, чем вы… Недопустимо в борьбе за власть использовать наши временные трудности… У нас свой путь, и нам надо им идти и дальше - без крови, без революций, конституционным парламентским путём… Я поклялся быть преданным своему народу, служить ему, и вновь подтверждаю: я выполню всё, в чём поклялся народу.
Спустя несколько дней в ночь на 26 февраля армяне берут город Ходжалы. Падение Ходжалы вызвало политический кризис в Азербайджане. Азербайджанский политолог Зардушт Ализаде в своей книге «Конец Второй Республики» пишет:

Паралич власти был налицо. Силовые структуры из-за саботажа и подрывных действий НФА и слабоволия президента практически бездействовали. Президенту даже информацию из МВД передавали неверную, якобы в Ходжалы погибло несколько человек. Он подвергся уничтожающей критике со стороны оппозиции за «сокрытие правды от народа», хотя несчастный президент был в изоляции из-за некомпетентности своего ближайшего окружения и отсутствия единой управляющей и направляющей воли в государстве. Вернее, такая сила была, но она была деструктивной и планомерно разрушала Азербайджан.

6 марта 1992 года после неудач азербайджанской армии в Нагорном Карабахе и под давлением Народного фронта Азербайджана (НФА) Муталибов подал в отставку. Исполняющим обязанности президента стал Якуб Мамедов. 6 марта 1992 года Верховный Совет Азербайджана принял специальный закон, устанавливающий для Аяза Муталибова пожизненную пенсию с последующей индексацией, выделения для него охраны в количестве десяти человек, служебной машины и дачи, а также объявляющий личность и имущество первого президента неприкосновенными.

#### Возвращение и свержение
Якуб Мамедов не смог контролировать ситуацию в стране. 8 мая пала Шуша. У здания Верховного Совета сторонники Муталибова организуют митинг с требованием восстановления его на посту президента. 14 мая 1992 года на сессии Верховного Совета за восстановление Аяза Муталибова в качестве президента проголосовали 219 из 250 присутствующих в зале депутатов (оппозиция отсутствовала). В тот же день первым своим указом восстановленный президент ввёл в Баку чрезвычайное положение и комендантский час, запрещены митинги и демонстрации с 0 часов 15 мая. В своей речи Муталибов говорит: «Если стране нужен диктатор, чтобы спасти её от катастрофы, то я — такой диктатор». В ответ на восстановление Муталибова на посту президента страны начался митинг сторонников оппозиции у здания НФА. Утром 15 мая руководство Народного фронта выдвинуло Муталибову ультиматум с требованием добровольно уйти до 15.00 с поста президента. С истечением срока ультиматума оппозиция начала марш к президентской резиденции и вскоре захватила власть в городе. Председатель военной комиссии Народного фронта Азербайджана Фахмин Гаджиев в 18.00 по телевидению объявил, что город, кроме президентского дворца, контролируется силами оппозиции, и продлил срок ультиматума президенту до 20.00. В 9 часов вечера был занят президентский дворец, но главы государства там не оказалось. Муталибов покинул страну. Зардушт Ализаде в своей книге «Конец Второй Республики» пишет:

Никаких достоверных сведений о деятельности Муталибова в эти часы нет. Кроме воспоминаний одного человека: госсоветника по экономике Вахида Ахундова. Увидев, что кроме него и ещё одного сотрудника, в огромном здании никого нет, он решил в 15 часов уйти домой. Когда он спустился на первый этаж, в фойе здания со стороны Совмина вошёл президент Муталибов в сопровождении телохранителей. Увидев своего экономсоветника, президент подошёл, обнял его и со смехом сказал: «Ну что, Вахид Джумшудович, создали мы революционную ситуацию?» Смущённый госсоветник невольно тоже обнял президента и почувствовал, что под пиджаком у того надет лёгкий бронежилет. После этих слов Муталибов вышел из здания, сел в машину и уехал на военный аэродром, откуда вылетел в Москву.

Сам Муталибов, в беседе с корреспондентом журнала Русская жизнь, рассказал следующее:
Не мог найти жену и детей, до глубокой ночи я из своего кабинета звонил в разные резиденции, нигде их не было. А на площади уже стрельба. Наконец один мой телохранитель сказал: «Я думаю, что вам здесь оставаться нельзя. Что-то непонятное происходит». И вот я поехал на одну из дач. Там я пришёл немножко в себя, умылся, полежал и стал думать, что делать. А оказалось, что меня уже ищут, в аэропорту вооружённые люди ждут. Кто-то из тех, кто был рядом со мной, сказал: давайте пробиваться на военный аэродром Калы.
Муталибов позднее вспоминал:

Добравшись к трём часам утра до военного аэродрома в посёлке Кала, что близ Баку, я разбудил дежурного и объяснил ему, кто я такой и что хочу. Мне было неудобно будить командующего округом генерала Патрикеева, и поэтому я попросил дежурного связать меня с его заместителем генералом Беппаевым. Связи с ним я ожидал около получаса. Наконец в трубке телефона я услышал голос Беппаева. Извинившись за беспокойство, я сказал генералу, что моя жизнь под угрозой и я не думал, что мне придется подобным образом покидать Баку. Лишь в восьмом часу утра со второй попытки (первый самолёт оказался неисправным) я вылетел в Москву. Летел один, без семьи. Со второй половины дня 15 мая, когда оппозиция пошла на власть, я не смог связаться с женой. Никто дома не брал трубку телефона. Уже в Москве, через пару дней, когда ко мне в ЦКБ приехала жена, я узнал, что в тот день, 15 мая 1992 года, в момент захвата вооружёнными формированиями НФА правительственных зданий, друзья вывезли жену с сыном и внучкой на свою дачу. А оттуда препроводили их на машине в Дагестан и далее из Махачкалы самолётом доставили в Москву.
В Москву, в аэропорт «Чкаловский», я прибыл 16 мая 1992 года в 10 часов утра. В течение всего полёта я, размышляя над случившимся, спрашивал себя, правильно ли я поступил, отказавшись от применения силы против мятежников. И всякий раз приходил к одному и тому же выводу — я поступил правильно. Ведь дело могло вылиться в гражданскую войну.

18 мая на сессии Верховного Совета Азербайджана Якуб Мамедов подал в отставку с поста председателя парламента, а и. о. президента стал Иса Гамбар. 3 ноября по предложению генерального прокурора Ихтияра Ширинова на заседании Милли Меджлиса был аннулирован принятый 6 марта Верховным Советом Азербайджана закон о неприкосновенности Аяза Муталибова. Ширинов по этому поводу заявил: «имеются веские доказательства того, что после добровольной отставки Муталибов не сдержал обещания не участвовать в политической жизни. Он создавал вооружённые формирования и различные общественные организации из числа своих сторонников».

### Московский период жизни
- Тоскуете по родине? 

- Да, очень! Только сейчас я понял, что чувствовали русские эмигранты, покинувшие Россию после Октябрьской революции.
После свержения Муталибов перебрался в Россию, жил в Москве. В самом Азербайджане против свергнутого президента возбудили уголовное дело. В феврале 1994 года Прокуратура Азербайджана выдала ордер на его арест в связи с расследованием трагических событий января 1990 года. В 1994 году издана книга Муталибова «Карабах — Чёрный сад».
7 мая 1995 года российские милиционеры задержали Аяза Муталибова на Ленинском проспекте за нарушение режима регистрации и препроводили в ОВД муниципального округа «Донской», где выяснилось, что бывший президент Азербайджана прописан во Владимирской области. Спустя несколько часов нахождения в отделении милиции, Муталибов был отпущен.
МВД Азербайджана утверждало, что «задержание было произведено в соответствии с просьбой Баку». Впоследствии экс-президент получил квартиру в Жулебино и временную прописку в Москве.
12 апреля 1996 года Аяз Муталибов был повторно арестован в Москве, на этот раз по запросу Азербайджана, где против него были выдвинуты обвинения в попытке организации государственного переворота. Однако Генеральная прокуратура России отказала Баку в выдаче бывшего президента на основании недостаточности материалов обвинения в инкриминируемых ему преступлениях, после чего Аяз Муталибов в мае того же года был освобождён.
4 сентября 1999 года по инициативе Муталибова в Москве была построена первая и единственная в России азербайджанская мечеть Инам. В 2000 году Муталибов вернулся к политической деятельности, возглавив сначала Партию гражданского единства, а затем с августа 2003 года став сопредседателем Социал-демократической партии Азербайджана.
26 июля 2002 года в Азербайджане против Муталибова возбудили очередное уголовное дело, на этот раз по обвинению в организации государственного переворота осенью 2001 года. Несмотря на это, в 2003 году инициативная группа «Спаситель» выдвинула Муталибова кандидатом на намеченные президентские выборы в Азербайджане, но 21 июля ЦИК отказался утвердить его кандидатуру в связи с многочисленными нарушениями в предоставленных документах, а также наличием у экс-президента прописки как в Азербайджане, так и в России.
В 2005 году Генпрокуратура поручила МВД Азербайджана принять меры по исполнению судебного решения об аресте экс-президента Аяза Муталибова.

### Возвращение на родину
В феврале 2011 году Муталибов заявил в интервью, что ждёт разрешения властей Азербайджана на то, чтобы вернуться на родину. При этом он довольно положительно охарактеризовал ситуацию в Азербайджане, отметив, что позиции правительства сильны, внешняя политика сбалансирована, а кроме того республика «идёт по пути демократии». В августе того же года власти Азербайджана дали разрешение Муталибову на посещение страны для присутствия на похоронах сына Азада, скончавшегося от онкологического заболевания. Как заявил соратник экс-президента по Социал-демократической партии Азербайджана, сопредседатель СДП Араз Ализаде, приезд Муталибова в Баку стал возможным благодаря Ильхаму Алиеву, занимавшему на тот момент пост Президента страны.
Воспользовавшись полученным разрешением, 8 августа 2011 года Муталибов прилетел в Баку. В связи с его визитом в бакинском аэропорту имени Гейдара Алиева были усилены меры безопасности. Туда было стянуто большое количество сотрудников полиции и «людей в штатском». Также СМИ сообщали об оттеснении журналистов от VIP-выхода.
В конце июня 2012 года Муталибов объявил, что покидает партию и уходит из политики, чтобы уделять больше внимания семье и заняться своим здоровьем, а через несколько дней, 7 июля, вернулся в Азербайджан. Незадолго до этого парламент Азербайджана принял закон «Об обеспечении бывшего президента и членов его семьи», наделяющий экс-президента иммунитетом от уголовного преследования. Согласно этому закону, Муталибову также устанавливается ежемесячная пенсия в размере 50 процентов от зарплаты действующего президента, а на представительские расходы для экс-главы государства будет выделяться сумма в размере 20 процентов от зарплаты действующего президента. В случае смерти бывшего главы государства пенсия перейдёт к его супруге.
Скончался в возрасте 83 лет 27 марта 2022 года в Баку после продолжительной болезни. Некоторое время он лечился в больнице.

## Личная жизнь
Со своей женой Адилей Аяз Муталибов познакомился в 1956 году на дне рождения общего друга. После кончины Муталибова остались двое детей, а также внуки. Сын Азад Муталибов умер от онкологической болезни в 2011 году, в возрасте 49 лет.

### Интересы
В эксклюзивном интервью «Экспресс газете» Муталибов рассказал о своих юношеских хобби:
Я ещё со школьных лет полюбил джаз, за что меня частенько критиковали в комсомольской стенгазете, называя стилягой. Ещё я обожал Элвиса Пресли, а позднее восторгался «битлами».
Помимо этого в юношестве он активно занимался спортом, увлекался волейболом. Как позже признался Муталибова, в волейбол он играл до пятидесяти лет каждые выходные.

## Награды
- 2 Ордена Трудового Красного Знамени[6]